# Frank Simon-Ritz

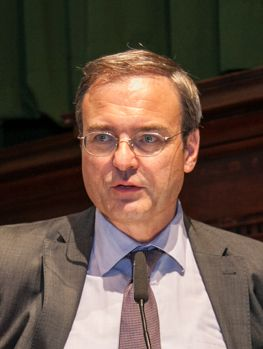
Frank Simon-Ritz (2012)

Frank Simon-Ritz (* 2. April 1962 in Letmathe) ist ein deutscher Bibliothekar und Kulturwissenschaftler.

## Leben
Nach dem Besuch des Gymnasiums Tilemannschule in Limburg an der Lahn studierte Simon-Ritz an der Ruhr-Universität Bochum Geschichte und Germanistik. Nach dem 1. Staatsexamen war er von 1990 bis 1993 Stipendiat des Graduiertenkollegs „Sozialgeschichte von Gruppen, Schichten, Klassen und Eliten“ an der Universität Bielefeld, wo er 1995 mit einer Arbeit über die freigeistige Bewegung im Wilhelminischen Deutschland promoviert wurde. Von 1993 bis 1995 absolvierte er ein Bibliotheksreferendariat an der Universitätsbibliothek Mannheim und an der Bibliotheksschule in Frankfurt am Main. Von 1995 bis 1999 war er wissenschaftlicher Mitarbeiter an der Herzogin Anna Amalia Bibliothek in Weimar, wo er für das Projekt „Weimarer Nietzsche-Bibliographie“ verantwortlich war. Seit 1999 ist Simon-Ritz Direktor der Universitätsbibliothek Weimar.
Von 1999 bis 2009 gehörte Simon-Ritz dem Vorstand des Thüringer Bibliotheksverbands an, von 2003 bis 2009 als dessen Vorsitzender. In die zweite Amtszeit als Vorsitzender fiel im Sommer 2008 des Verabschiedung des ersten Bibliotheksgesetzes auf Länderebene in Deutschland. 2006 gehörte Simon-Ritz zu den Mitbegründern des Thüringer Literaturrats, dessen Sprecher er – zusammen mit Matthias Biskupek – von 2006 bis 2008 war.
Von 2010 bis 2016 war Simon-Ritz Mitglied im Vorstand des Deutschen Bibliotheksverbands, von 2013 bis 2016 als dessen Vorsitzender. Sein besonderes Engagement in dieser Funktion galt der Novellierung des (Wissenschafts-)Urheberrechts. In dem am 30. Juni 2017 vom Deutschen Bundestag verabschiedeten Urheberrechts-Wissensgesellschafts-Gesetz (UrhWissG) wurden wesentliche Forderungen des Bibliotheksverbands berücksichtigt. Im Frühjahr 2012 wurde Simon-Ritz darüber hinaus zum stellvertretenden Sprecher der Deutschen Literaturkonferenz gewählt (bis 2015). In dieser Funktion gehörte er auch dem Sprecherrat des Deutschen Kulturrats an.
Von August 2016 bis Ende 2022 war Simon-Ritz Vorsitzender der „Direktorenkonferenz Thüringer Wissenschaftlicher Bibliotheken“ (DTWB). In den Diskussionen über die Neustrukturierung des Systems der Hochschulbibliotheken in Thüringen hat er sich von Anfang an für eine kooperative Lösung ausgesprochen. Seit der Gründung des „Kooperationsverbunds Thüringer Hochschulbibliotheken“ gehört er dessen Verwaltungsrat an.
Im August 2018 wurde Simon-Ritz als beratendes Mitglied in die Verbundleitung des Gemeinsamen Bibliotheksverbunds gewählt. In diesem Amt wurde er im September 2021 sowie im August 2024 für jeweils weitere drei Jahre bestätigt.
Seit Dezember 2023 ist er Mitglied des Kuratoriums der Deutschen Schillerstiftung.
Von 2017 bis 2021 war er zusammen mit Hans-Rudolf Meier und Winfried Speitkamp Herausgeber der Online-Publikationsreihe „Neue Bauhausvorträge“. In dieser Reihe wurden u. a. Texte von Aleida Assmann, Horst Bredekamp, Mirjam Wenzel und Joseph Vogl veröffentlicht.
Im Rahmen der „Alumni-Gespräche“ der Bauhaus-Universität Weimar führte er Video-Interviews mit Klaus Uhlig, Christian Schädlich, Michael Siebenbrodt, Gerd Zimmermann, Heiko Schultz, Hans-Ulrich Mönnig, Jörg Brauns und Liz Bachhuber, in denen es u. a. um deren Erfahrungen als Studierende an der Weimarer Hochschule für Architektur und Bauwesen in den 50er bis 80er Jahren des 20. Jahrhunderts und in der Wendezeit ging sowie um die Entwicklung der späteren Bauhaus-Universität Weimar geht.

## Schriften
- Die Organisation einer Weltanschauung. Die freigeistige Bewegung im Wilhelminischen Deutschland (= Religiöse Kulturen der Moderne. Bd. 5). Kaiser, Gütersloh 1997, ISBN 3-579-02604-6 (Zugleich: Bielefeld, Universität, Dissertation, 1995).
- (als Herausgeber) Germanistik im Internet. Eine Orientierungshilfe (= Informationsmittel für Bibliotheken. Beiheft 8). Deutsches Bibliotheksinstitut, Berlin 1998, ISBN 3-87068-548-4 (Digitalisierte Ausgabe)
- (als Herausgeber): 50 Jahre Dissertationen an der Hochschule für Architektur und Bauwesen und der Bauhaus-Universität Weimar. Verlag der Bauhaus-Universität Weimar, Weimar 2005, ISBN 3-86068-275-X (Volltext, PDF; 718 kB).
- Der Thüringer Weg zu einem Bibliotheksgesetz, in: Bibliothek: Forschung und Praxis, Jg. 32 (2008), Nr. 3, S. 318–325 (Digitalisierte Ausgabe)
- Michael Siebenbrodt, Frank Simon-Ritz (Hrsg.): Die Bauhaus-Bibliothek. Versuch einer Rekonstruktion, Verlag der Bauhaus-Universität Weimar, Weimar 2009, ISBN 978-3-86068-377-4
- Frank Simon-Ritz, Klaus-Jürgen Winkler, Gerd Zimmerman (Hrsg.): Aber wir sind! Wir wollen! Und wir schaffen! Von der Großherzoglichen Kunstschule zur Bauhaus-Universität Weimar, 1860–2010, Band 1 [1860–1945], Verlag der Bauhaus-Universität Weimar, Weimar 2010, ISBN 978-3-86068-419-1.
- Frank Simon-Ritz, Klaus-Jürgen Winkler, Gerd Zimmerman (Hrsg.): Aber wir sind! Wir wollen! Und wir schaffen! Von der Großherzoglichen Kunstschule zur Bauhaus-Universität Weimar, 1860–2010, Band 2 (1945–2010), Verlag der Bauhaus-Universität Weimar, Weimar 2012, ISBN 978-3-86068-427-6.
- Matthias Maier, Frank Simon-Ritz (Hrsg.): Alles digital? E-Books in Studium und Forschung, Verlag der Bauhaus-Universität Weimar, Weimar 2012, ISBN 978-3-86068-454-2 (Digitalisierte Ausgabe).
- Natascha Reip, Frank Simon-Ritz: Die Lobbyarbeit des dbv: Allgemeine Überlegungen und konkrete Umsetzung am Beispiel des Urheberrechts. In: o-bib, Bd. 2, Nr. 4 (2015) (Volltext, PDF; 718 kB)
- Frank Simon-Ritz: Politik für Bibliotheken: 10 Jahre Thüringer Bibliotheksgesetz. In: Achim Bonte/Juliane Rehnolt (Hrsg.): Kooperative Informationsinfrastrukturen als Chance und Herausforderung. Berlin: deGruyter, 2018, ISBN 978-3-11-058752-4, S. 244–253 (Digitale Ausgabe)
- Frank Simon-Ritz: Der Bibliothek eine Stimme geben: Die Integration von Lobbyarbeit in den beruflichen Alltag. In: Wilfried Sühl-Strohmenger/Inka Tappenbeck (Hrsg.): Praxishandbuch Wissenschaftliche Bibliothekar:innen, Berlin: de Gruyter, 2023, ISBN 9783110790047, S. 395–401 (Digitale Ausgabe)